# Grace Bullen
Grace Jacob Bullen (* 7. Februar 1997 in Ghinda, Eritrea) ist eine norwegische Ringerin.

## Werdegang
Grace Jacob Bullen wurde in Ghinda, Eritrea, als Tochter Süd-sudanesischer Eltern, die auf der Flucht vor dem Bürgerkrieg in Eritrea gelandet waren, geboren. 2001 kam sie mit ihrer Familie nach Norwegen. Dort begann sie noch im gleichen Jahr mit dem Ringen, animiert von ihrer älteren Schwester, die diesen Sport ebenfalls ausübte. Sie wurde dazu Mitglied des BK (Ringer-Klubs) „Atlas“ Fredrikstad. Trainiert wurde sie dort von Gheorghe Costin. Im Laufe ihrer Karriere kamen als Trainer noch Joakim Aardalen und Lotta Andersson hinzu.
Seit ihrem 15. Lebensjahr startet sie bei internationalen Meisterschaften und war schon im Juniorenbereich außerordentlich erfolgreich. Gleich bei ihrer ersten Teilnahme an einer solchen Meisterschaft, den nordischen Junioren-Meisterschaften der Altersgruppe Cadets im Mai 2012 in Aarhus gewann sie in der Gewichtsklasse bis 56 kg den Titel. Im Juli 2012 belegte sie bei der Junioren-Europameisterschaft (Cadets) in Kattowitz in der gleichen Gewichtsklasse den 3. Platz.
2013 gewann sie in Esloev bei der nordischen Junioren-Meisterschaft (Cadets) in der Gewichtsklasse bis 60 kg und einen Monat später wurde sie in sie in Bar, Makedonien, in der Gewichtsklasse bis 56 kg Junioren-Europameisterin (Cadets). Bei der Junioren-Weltmeisterschaft 2013 in Zrenjanin musste sie sich allerdings in der gleichen Gewichtsklasse mit dem 5. Platz begnügen.
Im Mai 2014 wurde sie in Samokow Junioren-Europameisterin (Cadets) in der Gewichtsklasse bis 60 kg vor der Französin Koumba Selene Fanta Larroque, die auch in den folgenden Jahren eine ihrer Hauptkonkurrentinnen war. 2014 war sie weiterhin sehr erfolgreich. Im Juli 2014 wurde Grace Bullen in Snina, Slowakei, auch Junioren-Weltmeisterin (Cadets), wiederum vor Koumba Selene Fanta Larroque sowie Yukako Kawai aus Japan. Im August 2014 wurde sie schließlich in Nanjing auch Jugend-Olympiasiegerin in der Gewichtsklasse bis 60 kg Körpergewicht. Dabei kam sie zu Siegen über Anil Mane Reshma, Indien, Koumba Selene Fanta Larroque, Noelle Therencia Mbouma Manako, Kongo und Pei Xingru, China.
Ab 2015 startete sie auch bei den Seniorinnen. Dabei gelang es ihr im Februar 2015 bei den renommierten Klippan-Lady-Open in der Gewichtsklasse bis 58 kg hinter Zhou Zhangting, China und Michelle Fazzari aus Kanada den 3. Platz zu belegen. Bei den 1. Europaspielen 2015 in Baku verlor sie in der gleichen Gewichtsklasse ihren ersten Kampf gegen Emese Barka aus Ungarn, besiegte aber in der Trostrunde Walerija Scholobowa Koblowa aus Russland und Irina Netreba aus Aserbaidschan und gewann so noch eine Bronzemedaille. Noch im gleichen Monat wurde Grace Bullen in Istanbul Junioren-Europameisterin (Juniors) in der Gewichtsklasse bis 59 kg. Bei der Weltmeisterschaft dieses Jahres in Las Vegas musste sie aber noch Lehrgeld bezahlen, denn sie siegte zwar in der Gewichtsklasse bis 58 kg in der ersten Runde über Luisa Niemesch aus Deutschland, verlor aber dann gegen die routinierte Marianna Sastin aus Ungarn. Da diese das Finale nicht erreichte, schied sie aus und kam nur auf den 13. Platz.
Im März 2016 wurde Grace Bullen in Riga Vize-Europameisterin in der Gewichtsklasse bis 58 kg. Sie besiegte in Riga u. a. im Halbfinale Luisa Niemesch, verlor aber im Finale gegen Natalja Sinischina.  Anschließend versuchte sie sich in drei Turnieren für die Olympischen Spiele in Rio de Janeiro zu qualifizieren. In Zrenjanin belegte sie den 3. Platz, in Ulaan-Baatar den 7. Platz und in Istanbul den 8. Platz. Keiner dieser Plätze reichte aus, um das Startrecht in Rio zu erhalten. Nach dieser Enttäuschung wurde sie im Juni 2016 in Bukarest in der Gewichtsklasse bis 59 kg erneut Junioren-Europameisterin (Juniors). Im Finale bezwang sie dabei Emma Johansson aus Schweden.
Das Jahr 2017 begann für Grace Bullen sehr erfolgreich, denn sie wurde im Mai 2017 in Novi Sad erstmals Europameisterin bei den Damen. In der Gewichtsklasse bis 58 kg bezwang sie dabei Katarzyna Madrowska, Polen, Natalja Sinischin, Aserbaidschan, Emese Barka und Mariana Cherdivara-Esanu, Moldawien. Im Juni 2017 wurde sie in Dortmund in der Gewichtsklasse bis 59 kg auch wieder Junioren-Europameisterin (Juniors). Im Finale schlug sie dabei Anastasia Nichita aus Moldawien. Dieser Erfolgsfaden riss im August 2017 etwas, als sie bei der Junioren-Europameisterschaft in Tampere in der gleichen Gewichtsklasse „nur“ den 3. Platz belegte. Sie verlor dort im Halbfinale gegen Anastasia Nichita, die sie in Dortmund noch geschlagen hatte. Im Kampf um eine Bronzemedaille besiegte sie danach Jing Jiang aus China. Eine große Enttäuschung brachte dann jedoch die Weltmeisterschaft im August 2017 in Paris für Grace Bullen. Sie verlor dort gleich ihren ersten Kampf gegen Oluwafumilaya Adeniyi Aminat aus Nigeria. Da diese das Finale nicht erreichte, schied sie aus und kam nur auf den 16. Platz.
Im Mai 2018 konnte Grace Bullen in Kaspiisk in der Gewichtsklasse bis 57 kg nicht erneut Europameisterin werden. Sie kam in Kaspiisk nur zu einem Sieg über Jowita Wrzesien aus Polen und verlor dann gegen Aljona Kolesnik aus Aserbaidschan, womit sie ausschied und nur den 7. Platz belegte. Bei der Weltmeisterschaft dieses Jahres in Budapest besiegte sie in der Gewichtsklasse bis 57 kg im Viertelfinale Park Insum aus Nordkorea, unterlag aber im Halbfinale gegen Rong Ningning aus China und im anschließenden Kampf um eine Bronzemedaille auch gegen Dhanda Pooja aus Indien. Sie belegte damit den 5. Platz. Schon einen Monat später gelang ihr in Bukarest bei der U 23-Weltmeisterschaft in der Gewichtsklasse bis 59 kg die Revanche gegen die amtierende Weltmeisterin Ring Ningning, die sie im Finale besiegte. Vorher war ihr im Halbfinale ein bemerkenswerter Sieg über Yuzuru Kumano aus Japan gelungen.
Im Jahre 2019 war Grace Bullen im April bei der Europameisterschaft in Bukarest am Start und belegte dort in der Gewichtsklasse bis 57 kg nach einer Niederlage im Viertelfinale gegen Anastasia Nichita aus Moldawien den 5. Platz. Denselben Platz belegte sie bei den Europaspielen im Juni 2019 in Minsk. Sie verlor dort im Achtelfinale gegen Irina Kuratschkina aus Weißrussland, konnte aber in der Trostrunde weiterringen, da diese das Finale erreichte, unterlag aber schließlich im Kampf um eine der Bronzemedaillen wieder gegen Anastasia Nichita. Auch bei der Weltmeisterschaft 2019, die im September dieses Jahres in Nur-Sultan ausgetragen wurde, blieb sie in der Gewichtsklasse bis 57 kg ohne Medaille. Sie unterlag in Nur-Sultan in der zweiten Runde erneut gegen Anastasia Nichita, schied aus und kam nur auf den 10. Platz.
Bei der Europameisterschaft 2020, die im Februar in Rom ausgetragen wurde, fand Grace Bullen in die Erfolgsspur zurück. Sie wurde dort in der Gewichtsklasse bis 57 kg mit Siegen über Aljona Kolesnik, Aserbaidschan, Irina Kuratschkina und Alena Akobjan, Ukraine zum zweiten Mal in ihrer Laufbahn Europameisterin.
Bei den Weltmeisterschaften 2022 gewann sie die Silbermedaille. Im darauffolgenden Jahr gewann sie ebenfalls bei den Weltmeisterschaften die Bronzemedaille. 2024 wurde sie Europameisterin. Bei den Olympischen Spielen 2024 in Paris gewann sie die Bronzemedaille.

## Internationale Erfolge
| Jahr | Platz  | Wettbewerb                                          | Gewichtsklasse | Ergebnisse |
| ---- | ------ | --------------------------------------------------- | -------------- | --- |
| 2012 | 1.     | Nordische Junioren-Meisterschaft (Cadets) in Aarhus | bis 56 kg      | vor Lisa Larsson und Emma Johansson, beide Schweden |
| 2012 | 3.     | Junioren-EM (Cadets) in Kattowitz                   | bis 56 kg      | hinter Jekaterina Migakowa, Russland und Swetlana Lamaschewitsch, Weißrussland                                                                                                  |
| 2013 | 1.     | Nordische Junioren-Meisterschaft (Cadets) in Esloev | bis 60 kg      | vor Alexandra Sandahl, Schweden |
| 2013 | 1.     | Junioren-EM (Cadets) in Bar, Makedonien             | bis 56 kg      | vor Alexandra Wolczynska, Polen, Anastasia Boschenko, Ukraine und Maria Kozarjewa, Russland                                                                                     |
| 2013 | 5.     | Junioren-WM (Cadets) in Zrenjanin                   | bis 56 kg      | hinter Maria Kozarjewa, Alexandra Wolczynska, Madina Bakbergenowa, Kasachstan und Teshya Alo, USA                                                                               |
| 2014 | 1.     | Junioren-EM (Cadets) in Samokow                     | bis 60 kg      | vor Koumba Selene Fanta Larroque, Frankreich, Angelina Lysak, Ukraine und Viviane Herda, Deutschland                                                                            |
| 2014 | 1.     | Junioren-WM (Cadets) in Snina, Slowakei             | bis 60 kg      | vor Koumba Selene Fanta Larroque, Yukako Kawai, Japan und Angelina Lysak |
| 2014 | 1.     | Olympische Jugend-Spiele in Nanjing                 | bis 60 kg      | nach Siegen über Anil Mane Teshma, Indien, Koumna Selene Fanta Larroque, Noelle Therencia Mbouma Manako, Kongo und Pei Xingru, China                                            |
| 2015 | 3.     | Klippan-Lady-Open                                   | bis 58 kg      | hinter Zhou Zhangting, China und Michelle Fazzari, Kanada, gemeinsam mit Taybe Mustafa Yusein, Bulgarien                                                                        |
| 2015 | 1.     | Nordische Meisterschaft in Bodö                     | bis 58 kg      | vor Liis Järvamägi, Estland |
| 2015 | 3.     | Europaspiele in Baku                                | bis 58 kg      | nach einer Niederlage gegen Emese Barka, Ungarn und Siegen über Walerija Scholobowa Koblowa, Russland und Irina Netreba, Aserbaidschan                                          |
| 2015 | 1.     | Junioren-EM (Juniors) in Istanbul                   | bis 59 kg      | vor Ramona Galambos, Ungarn, Kriszta Tunde Incze, Rumänien und Elin Nilsson, Schweden                                                                                           |
| 2015 | 16.    | Großer Preis von Spanien in Madrid                  | bis 58 kg      | Siegerin: Li Qian, China vor Aisuluu Tinibekowa, Kirgisistan |
| 2015 | 3.     | Poland-Open in Warschau                             | bis 58 kg      | hinter Shoovdor Baatarjav, Mongolei und Marianna Sastin, Ungarn |
| 2015 | 13.    | WM in Las Vegas                                     | bis 58 kg      | nach einem Sieg über Luisa Niemesch, Deutschland und einer Niederlage gegen Marianna Sastin                                                                                     |
| 2015 | 13.    | Golden-Grand-Prix in Baku                           | bis 58 kg      | Siegerin: Emese Barka vor Aisuluu Tinibekowa |
| 2016 | 8.     | Klippan-Lady-Open                                   | bis 58 kg      | Siegerin: Johanna Mattsson, Schweden vor Ljubow Owtscharowa, Russland |
| 2016 | 2.     | EM in Riga                                          | bis 58 kg      | nach Siegen über Agnieszka Sylwia Krol, Polen, Mimi Christowa, Bulgarien und Luisa Niemesch und einer Niederlage gegen Natalja Sinischin, Aserbaidschan                         |
| 2016 | 3.     | Olympia-Qualif.-Turnier in Zrenjanin                | bis 58 kg      | hinter Mimi Christowa und Oksana Herhel, Ukraine |
| 2016 | 7.     | Olympia-Qualif.-Turnier in Ulaan-Baatar             | bis 58 kg      | Siegerin: Lissette Alexandra Antes Castillo, Ekuador vor Luisa Niemesch |
| 2016 | 8.     | Olympia-Qualif.-Turnier in Istanbul                 | bis 58 kg      | Siegerin: Walerija Scholobowa Koblowa vor Sakshi Malik, Indien |
| 2016 | 1.     | Junioren-EM (Juniors) in Bukarest                   | bis 59 kg      | vor Emma Johansson, Maria Matjuschenko, Russland und Arianna Carieri, Italien                                                                                                   |
| 2016 | 1.     | Golden-Grand-Prix in Baku                           | bis 58 kg      | vor Jaquelin Etornell Elizastique, Kuba, Zhoz Zhangting, China und Weronika Tschumikowa, Russland                                                                               |
| 2017 | 7.     | Klippan-Lady-Open                                   | bis 58 kg      | Siegerin: Walerija Scholobowa Koblowa vor Aisuluu Tinibekowa |
| 2017 | 1.     | EM in Novi Sad                                      | bis 58 kg      | nach Siegen über Katarzyna Madrowska, Polen, Natalja Sinichin, Emese Barka und Mariana Cherdivara-Esanu, Moldawien                                                              |
| 2017 | 1.     | Nordische Meisterschaften in Panevėžys              | bis 63 kg      | vor Tora Berntsen, Norwegen und Kadri Vilbi, Estland |
| 2017 | 1.     | Junioren-EM (Juniors) in Dortmund                   | bis 59 kg      | vor Anastasia Nichita, Moldawien, Ilona Prokopevniuk, Ukraine und Maria Matjuschenko                                                                                            |
| 2017 | 3.     | Junioren-WM (Juniors) in Tampere                    | bis 59 kg      | nach Siegen über Altynay Satylgan, Kasachstan und Ayse Vatasever, Türkei, einer Niederlage gegen Anastasia Nichita und einem Sieg über Jing Jiang, China                        |
| 2017 | 16.    | WM in Paris                                         | bis 59 kg      | nach einer Niederlage gegen Oluwafumilaya Adeniye Aminat, Nigeria |
| 2017 | 2.     | „Dave-Schultz“-Memorial in Colorado Springs         | bis 62 kg      | hinter Kayle-Colleen Miracle, USA, vor Yui Sakano, Japan |
| 2018 | 1.     | Klippan-Lady-Open                                   | bis 59 kg      | vor Akie Hanai, Japan, Lauren Louive, USA und Elif Jale Yesilirmak, Türkei |
| 2018 | 7.     | EM in Kaspiisk                                      | bis 57 kg      | nach einem Sieg über Jowita Wrzesien, Polen und einer Niederlage gegen Aljona Kolesnik, Aserbaidschan                                                                           |
| 2018 | 2.     | Poland-Open in Warschau                             | bis 57 kg      | hinter Rong Ningning, China, vor Sandra Paruszewski, Deutschland und Yumenka Tanabe, Japan                                                                                      |
| 2018 | 5.     | WM in Budapest                                      | bis 57 kg      | nach Siegen über Giullia Rodrigues Puralber de Oliveira, Brasilien und Park Insum, Nordkorea und Niederlagen gegen Rong Ningning und Dhanda Pooja, Indien                       |
| 2018 | 1.     | U 23-WM in Bukarest                                 | bis 59 kg      | nach Siegen über Simona Tudor, Rumänien, Katarzyna Madrowska, Yuzuru Kumano, Japan und Ring Ningning                                                                            |
| 2019 | 3.     | „Iwan-Yarigin“-Grand-Prix in Krasnojarsk            | bis 59 kg      | hinter Tserenchimed Sukhee, Mongolei und Olga Choroschawzewa, Russland, gemeinsam mit Biljana Dudowa, Bulgarien                                                                 |
| 2019 | 2.     | „Dan-Kolow“ & „Nikola-Petrow“-Memorial in Russe     | bis 59 kg      | hinter Rong Ningning, vor Irina Kuratschkina, Weißrussland und Odunayo Folasade Adekuoroye, Nigeria                                                                             |
| 2019 | 5.     | EM in Bukarest                                      | bis 57 kg      | nach Siegen über Jeannie Kessler, Österreich und Irina Kuratschkina und einer Niederlage gegen Anastasia Nichita                                                                |
| 2019 | 1.     | Nordische Meisterschaft in Kristiansund             | bis 59 kg      | vor Laura Sofia Aak, Norwegen |
| 2019 | 1.     | City of Sassari Tournament                          | bis 57 kg      | vor Pooja Dhanda, Alexandra Town, Kanada und Lissette Alexandra Antes Castillo                                                                                                  |
| 2019 | 5.     | Europaspiele in Minsk                               | bis 57 kg      | nach einem Sieg über Ankre Rutkauskaite, Litauen, einer Niederlage gegen Irina Kuratschkina, einem Sieg über Jowik Wrzesien, Polen und einer Niederlage gegen Anastasia Nichita |
| 2019 | 7.     | Poland-Open in Warschau                             | bis 57 kg      | Siegerin: Emese Barka, Ungarn vor Weronika Schumikowa, Russland |
| 2019 | 10.    | WM in Nur-Sultan (Kasachstan)                       | bis 57 kg      | nach einem Sieg über Nuraida Anarkulowa, Kirgisistan und einer Niederlage gegen Anastasia Nichita                                                                               |
| 2020 | 7.     | „Matteo-Pellicone“-Turnier in Rom                   | bis 57 kg      | nach Siegen über Giulia Rodrigues Penalber de Oliveira, Brasilien und Lissette Antes Castillo, Ekuardor und Niederlagen gegen Anshu Anshu, Indien und Linda Morais, Kanada      |
| 2020 | 1.     | EM in Rom                                           | bis 57 kg      | nach Siegen über Aljona Kolesnik, Aserbaidschan, Irina Kuratschkina und Alina Akobjan, Ukraine                                                                                  |
| 2022 | 2.     | WM in Belgrad                                       | bis 59 kg      | |
| 2023 | 3.     | WM in Belgrad                                       | bis 62 kg      | |
| 2024 | Bronze | OS in Paris                                         | bis 62 kg      | |
| 2024 | 1.     | EM in Bukarest                                      | bis 62 kg      | |

## Norwegische Meisterschaften (Seniorenbereich)
| Jahr | Platz | Gewichtsklasse | Ergebnisse                                      |
| 2015 | 1.    | bis 60 kg      | vor Gunn Rita Boine                             |
| 2016 | 1.    | bis 69 kg      | vor Charlotte Skauen und Gunn Rita Boine        |
| 2017 | 1.    | bis 63 kg      | vor Gunn Rita Boine und Aniat Lachinowa         |
| 2019 | 1.    | bis 62 kg      | vor Cesilie Høvik Magnusson und Laura Sofia Aak |

Erläuterungen
- alle Wettkämpfe im freien Stil
- WM = Weltmeisterschaft, EM = Europameisterschaft